# Aaron Ciechanover
Aaron Ciechanover (tiếng Hebrew: אהרן צ'חנובר) sinh ngày 1.10.1947, là nhà sinh học người Israel đã đoạt Giải Nobel Hóa học năm 2004, chung với Irwin Rose và Avram Hershko cho công trình phát hiện sự thoái hóa protein do trung gian của ubiquitin

## Cuộc đời và Sự nghiệp
Ciechanover sinh tại Haifa, thuộc Palestine dưới quyền ủy trị của Anh, một năm trước khi thành lập nước Israel. Gia đình ông nhập cư từ Ba Lan vào đây trước Chiến tranh thế giới thứ hai.
Ông đậu bằng thạc sĩ khoa học năm 1971 và tốt nghiệp Trường Y học Hadassah ở Jerusalem năm 1974. Ciechanover đậu bằng tiến sĩ hóa sinh năm 1982 ở Technion (Học viện Công nghệ Israel) tại Haifa. Hiện nay ông là giáo sư nghiên cứu ở Phân khoa Y học Ruth và Bruce Rappaport và Viện nghiên cứu của Technion.
Ciechanover là viện sĩ Viện Hàn lâm Khoa học và Nhân văn Israel, Viện Hàn lâm Khoa học giáo hoàng (Roma), và viện sĩ thông tấn của Viện Hàn lâm Khoa học quốc gia Hoa Kỳ.

## Tác phẩm
- Ciechanover, A., Hod, Y. & Hershko, A. (1978). A Heat-stable Polypeptide Component of an ATP-dependent Proteolytic System from Reticulocytes. Biochem. Biophys. Res. Commun. 81, 1100-1105.
- Ciechanover, A., Heller, H., Elias, S., Haas, A.L. & Hershko, A. (1980). ATP-dependent Conjugation of Reticulocyte Proteins with the Polypeptide Required for Protein Degradation. Proc. Natl. Acad. Sci. USA 77, 1365-1368.
- Hershko, A. & Ciechanover, A. (1982). Mechanisms of intracellular protein breakdown. Annu. Rev. Biochem. 51, 335-364.

## Giải thưởng và Vinh dự
- 2000: Giải Albert Lasker cho nghiên cứu Y học cơ bản.
- 2003: Giải Israel về Sinh học.[3][4]
- 2004: Giải Nobel Hóa học (chung với Avram Hershko và Irwin Rose) cho công trình phát hiện sự thoái hóa protein do trung gian của ubiquitin.[5][6]
- 2007:Viện sĩ Viện hàn lâm giáo hoàng về Khoa học